# Bosc Humit del Gran Os
El Bosc Humit del Gran Os (en anglès Great Bear Rainforest) és un bosc temperat humit a la costa del Pacífic de la Columbia Britànica, Canadà, que comprèn 6,4 milions d'hectàrees. Forma part de l'ecoregió més gran del bosc temperat humit del Pacífic, que és el més gran dels boscos amb aquestes característiques del món.
El Bosc Humit del Gran Os va ser reconegut oficialment pel govern de la Colúmbia Britànica el febrer de 2016, quan es va anunciar un acord per protegir permanentment el 85% dels boscos de l'àrea delimitada de la tala industrial. El bosc va ser admès al Queen's Commonwealth Canopy (una nova xarxa de programes de conservació de boscos de la Commonwealth) el setembre del mateix any.

## Geografia

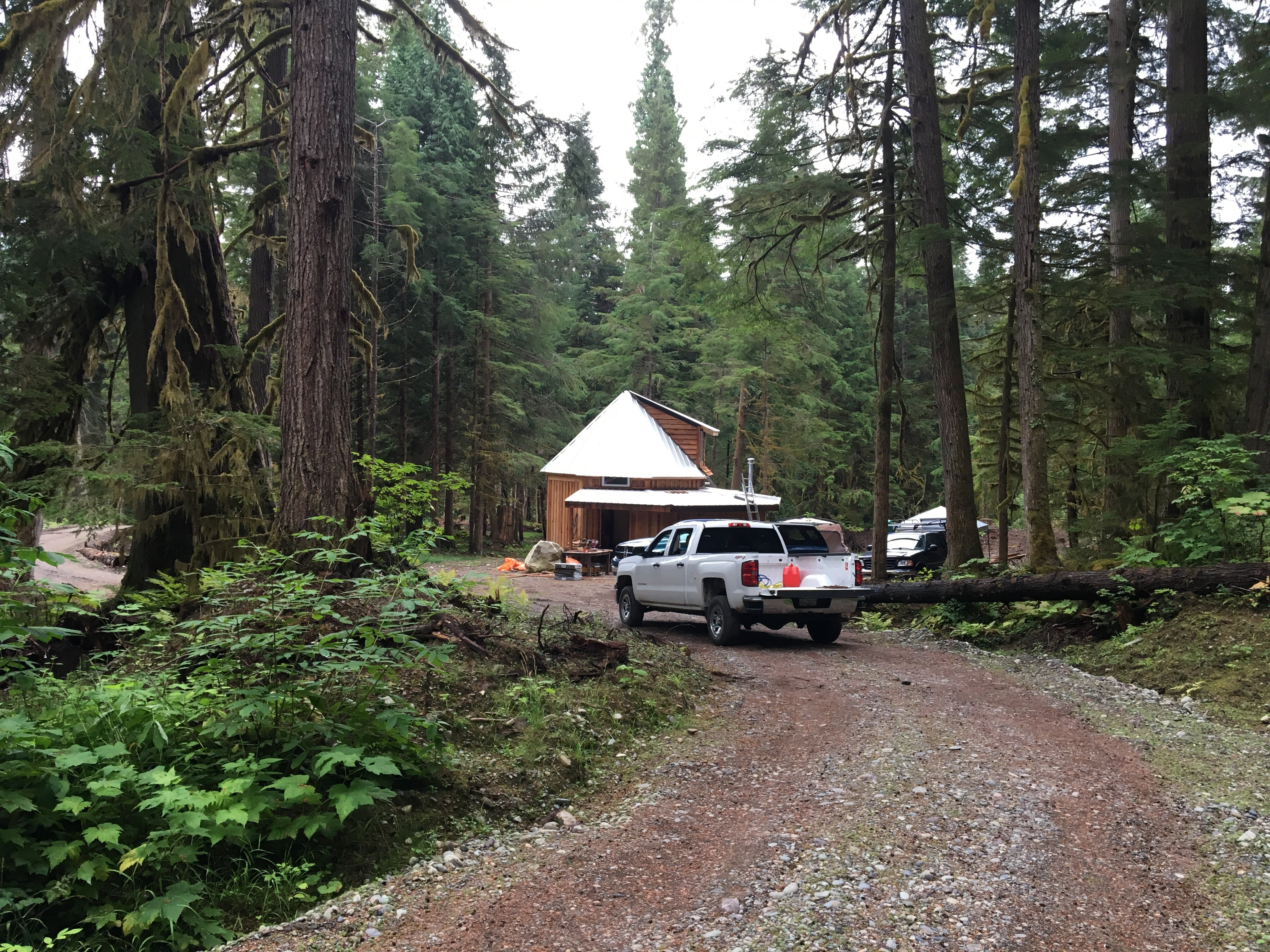
Cabana de cedre al Bosc Humit del Gran Os

L'extensió del Bosc Humit del Gran Os, també anomenat àrea del pla d'ús del territori de la Costa Nord i Central o bé LRMP de la Costa Central i Nord, és d'aproximadament 32,000 km2 (12,000 sq mi). El 2006 es van definir tres noves zones d'ús del sòl en el territori: àrees protegides; àrees de biodiversitat, mineria i turisme (BMTA); i àrees operatives de gestió basades en ecosistemes (EBM). El 2009, aproximadament 16,000 km2 (6,200 sq mi) de la regió van ser designades com a àrees protegides (en una forma anomenada conservacions) i 3,000 km2 (1,200 sq mi) com a BMTA. Els projectes comercials de recollida de fusta i de comercialització d'energia hidroelèctrica estan prohibits dins dels BMTA.
El Bosc Humit del Gran Os s'estén des de les illes Discovery al sud de la Colúmbia Britànica fins a la frontera amb Alaska al nord, inclou totes les illes marines compreses en aquest rang excepte l'illa de Vancouver i l'arxipèlag de Haida Gwaii. El seu extrem nord arriba fins al canal de Portland, a la rodalia de Stewart. Al sud inclou Prince Rupert, la major part del canal Douglas, la meitat de l'illa Hawkesbury i una part del canal Gardner. Kitimat es troba fora de la regió, a l'est. Més al sud, la regió inclou tota la costa a l'oest i al sud dels parcs provincials de Fiordland Conservancy, l'àrea protegida de Kitlope Heritage Conservancy Tweedsmuir North i Tweedsmuir South, que inclou els canals Dean, Burke, Rivers Inlet i les comunitats de Bella Bella, Bella Coola i Hagensborg. L'extrem sud de la regió inclou Knight Inlet i Bute Inlet.

## Ecologia

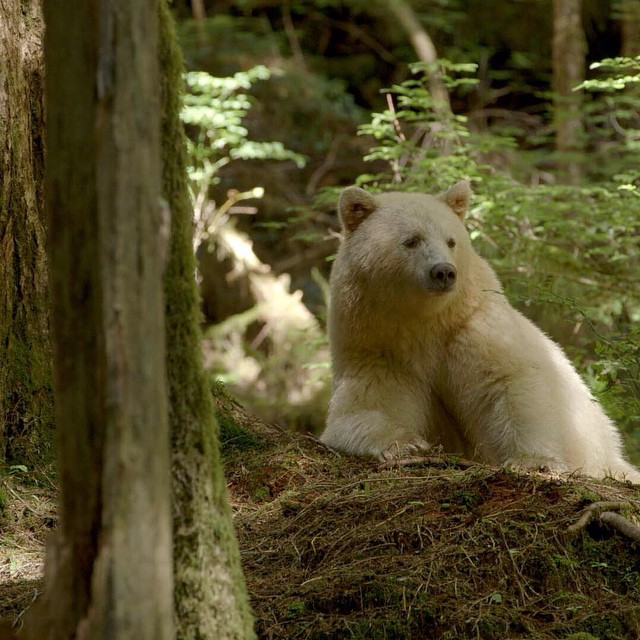
Un ós Kermode de Bosc Humit del Gran Os

El Bosc Humit del Gran Os és un dels boscos temperats humits més grans i preservats que queden al món. A la zona hi viuen espècies tan emblemàtiques com pumes, llops, salmons, ossos grisos i l'ós Kermode (“l'os esperit”), una subespècie única d'ós negre, en què un de cada deu exemplars presenta un pelatge de color blanc degut a un gen recessiu.
El bosc compta amb cedres vermells occidentals (thuja plicata) de 1.000 anys d'antiguitat i picees de Sitka de 90 metres d'alçada.
Els boscos temperats humits del Pacífic es caracteritzen per la seva proximitat tant a l'oceà com a les muntanyes. Es produeixen precipitacions abundants quan el flux atmosfèric d'aire humit de l'oceà xoca amb les serralades litorals. Gran part de la costa del Pacífic d'Amèrica del Nord comparteix aquest patró climàtic, inclosos el sud-est d'Alaska, la Columbia Britànica, Washington, Oregon i el nord de Califòrnia.

## Història

### Campanya de protecció
A principis dels anys noranta, els ecologistes van llançar una campanya a gran escala per protegir la regió de Clayoquot Sound a l'illa de Vancouver. Després d'anys de conflicte, el govern de la província de la Colúmbia Britànica (BC) va anunciar la prohibició de tallar als boscos humits de Clayoquot i va iniciar un procés de planificació local que va incorporar les Primeres Nacions de la zona i científics independents. La campanya de Clayoquot Sound es va convertir en el model a seguir per a la campanya del Bosc Humit del Gran Os, on es van desenvolupar amb més profunditat les tècniques utilitzades i es van adoptar nous enfocaments, com ara campanyes de màrqueting internacionals, tecnologies de mapes millorades i l'ús de models holístics de gestió basats en ecosistemes a gran escala. El 1997, la regió costanera central i nord de la província va se reanomenada com a "Great Bear Rainforest" per una xarxa d'ENGOs (organitzacions no governamentals mediambientals), incloent Greenpeace, Sierra Club BC, Pacific Wild i Stand.earth, amb l'objectiu de galvanitzar una campanya internacional per a la seva protecció. El nom, que es va triar sense consultar els residents locals, el 2005 ja el feien servir moltes organitzacions, inclosos els mitjans de comunicació. D'acord amb Maureen Gail Reed, "no es pot subestimar l'emotivitat d'un nom com aquest".
El maig del 2004, després d'anys de conflicte i negociació, els diferents grups d'interès van acordar recomanar al govern de la BC que es reconegués algun grau de protecció en 3,500,000 acres (14,000 km2), aproximadament el 33% del Bosc Humit del Gran Os, i s'apliquessin noves formes de silvicultura ecològica a tot el bosc humit. Aquest acord no atenia les recomanacions científiques, que havien conclòs que s'hauria de protegir entre un 44% i un 70% de l'àrea forestal. La recomanació donada al govern de la província era una solució de compromís acordada pels nombrosos grups d'interès després d'anys de difícils negociacions. Els grups d'interès incloïen governs provincials i locals; moltes Primeres Nacions de la zona, com els Heiltsuk i els Homalco; les ONG ambientals Greenpeace, ForestEthics, Rainforest Action Network, Pacific Wild i Sierra Club BC ; i empreses forestals com la Canadian Forest Products, Catalyst Paper Corporation, International Forest Products, Western Forest Products; i molts altres.
El 7 de febrer de 2006 es va anunciar un paquet de protecció integral per al Bosc Humit del Gran Os, que inclòia les costes central i nord de la BC i Haida Gwaii (Illes Queen Charlotte). L'acord preveia quatre elements claus: protecció del bosc humit, pràctiques de tala millorades, participació de les Primeres Nacions en la presa de decisions i finançament de la conservació per permetre la diversificació econòmica. L'acord final va prohibir l'explotació forestal del 33% de la selva tropical de Great Bear i es va comprometre a implementar la gestió forestal basada en ecosistemes per a tot el Bosc Humit del Gran Os per al 2009.

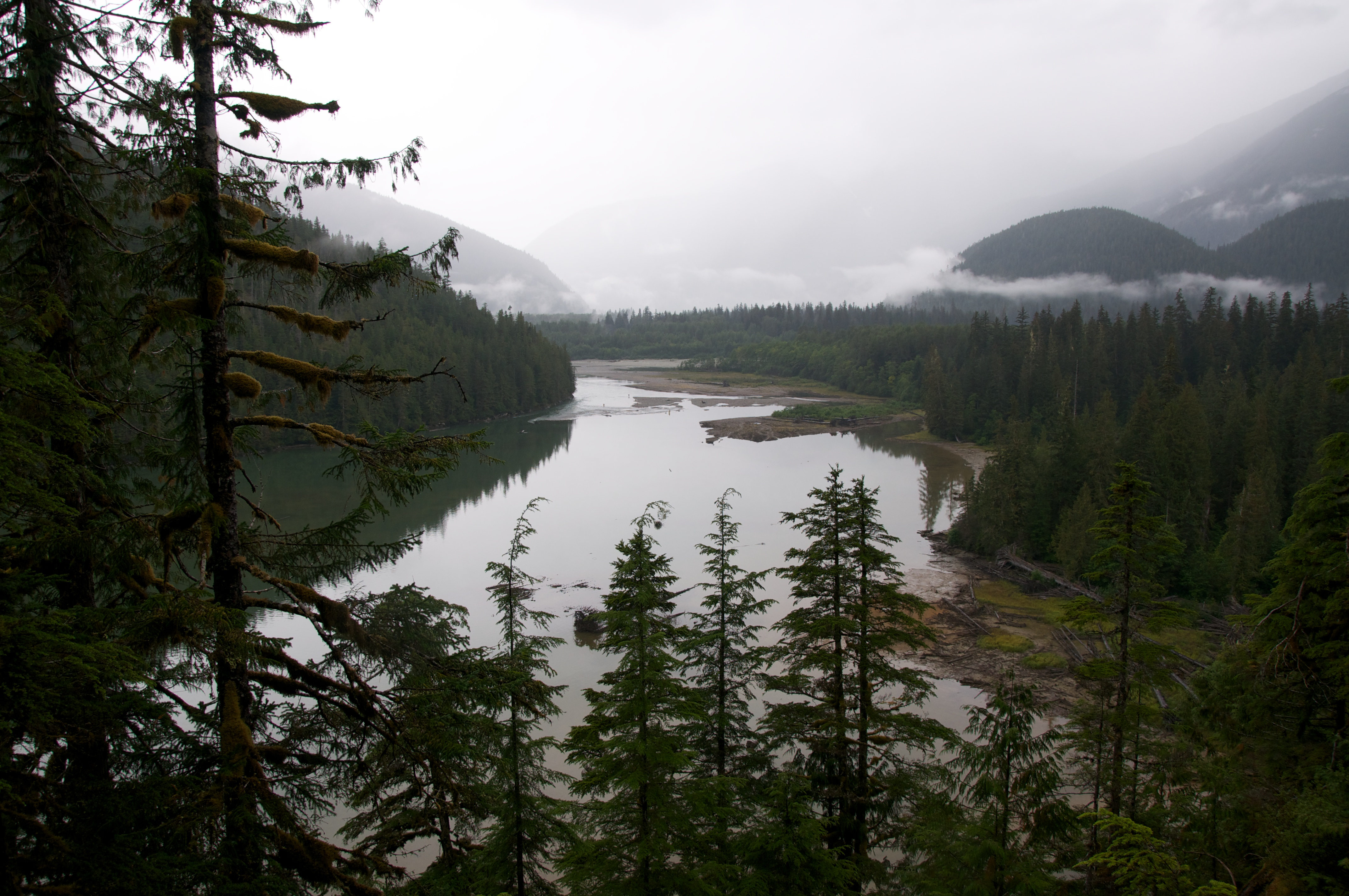
Llac Kitlope

Aqyest acord, signat entre el govern de la BC i una àmplia coalició conservacionista, llenyataires, caçadors i Primeres Nacions va establir una xarxa d'arees protegides (conservancies) d'uns 400 quilometres (250 mi) al llarg de la costa. Les àrees protegides proposades abastaven 18.000 quilòmetres quadrats, a més d'altres 46.900 quilòmetres quadrats on s'hauria d'executar un pla de gestió que garantís una gestió forestal sostenible.
El govern canadenc va anunciar el 21 de gener de 2007, que destinaria 30 milions de dolars canadencs (CAD) a la protecció d'aquest bosc humit. Aquesta aportació es sumava a la inversió promesa pel govern provincial de la BC, així com a les donacions privades de 60 milions de dòlars, cosa que suposava un finançament total per la nova reserva de 120 milions de dòlars.
A la tardor del 2008, Greenpeace, Sierra Club BC i ForestEthics (coneguts conjuntament com a Rainforest Solutions Project Arxivat 2013-07-30 a Wayback Machine.) van llançar una campanya en línia titulada "Keep the Promise", per pressionar públicament Gordon Campbell, aleshores primer ministre de la Columbia Britànica, per honorar l'Acord del Bosc Humit del Gran Os en la seva totalitat. Als grups els preocupava que certs aspectes de l'acord, inclosa la implementació de la gestió basada en ecosistemes (EBM), no es materialitzessin abans que s'esgotés la data límit, prevista per al 31 de març de 2009.

### Reconeixement i protecció del govern
L'1 de febrer de 2016, el primer ministre Christy Clark va anunciar que s'havia arribat a un acord entre la província de Colúmbia Britànica, les Primeres Nacions, els ecologistes i la indústria forestal per protegir el 85% dels 6,4 milions d'hectàrees del Bosc Humit del Gran Os de la tala industrial. El 15% restant encara estaria subjecte a registre en condicions estrictes. L'acord també reconeix els drets dels nadius americans en la presa de decisions compartides i proporciona una major quota econòmica dels drets de la fusta i un finançament de 15 milions de dòlars a 26 Primeres Nacions de la zona.
La llei sobre la gestió forestal del Bosc Humit del Gran Os va ser introduïda pel govern l'1 de març de 2016. Al setembre, el príncep Guillem, duc de Cambridge, i Catalina, duquessa de Cambridge, van visitar el bosc i van inaugurar una placa que reconeixia la seva admissió al Queen's Commonwealth Canopy.

### Vessament de combustible
El 13 d'octubre de 2016, un remolcador que transportava una gavarra buida va encallar en un escull davant de la costa de l'illa de Athlone al canal Seaforth (52° 08′ 29″ N, 128° 11′ 53″ O / 52.141334°N,128.198055°O). L'escull estava situat a les aigües tradicionals dels Heiltsuk i dins del Bosc Humit del Gran Os. Es van filtrar més de 100.000 litres de gasoil del remolcador, que es va enfonsar en el canal. El 26 d'octubre es van buidar els dipòsits de combustible del remolcador i es van recuperar uns 101.131 litres d'aigua oliosa. El vessament de combustible va ser el darrer gran incident que s'havia produït a la regió des del 2006.
Les protestes públiques sobre l'incident, juntament amb un major interès per preservar la integritat ecològica del bosc humit, van ajudar a impulsar l'aprovació de la Llei de moratòria de petroliers el 21 de juny de 2019, que prohibeix que qualsevol petrolier pugui atracar a qualsevol port de la costa nord de la Columbia Britànica.